# Tvärbanan
Tvärbanan — линия скоростного трамвая в трамвайной системе Стокгольма. Имеет № 22 (L22). Это самая новая и современная трамвайная линия, в отличие от трёх остальных линий. Открыта 25 августа 2000 года. Слово Tvärbanan на шведском языке означает поперечная дорога.

## Характеристики и особенности
При создании этой примечательной линии были задействованы практически все возможные варианты прокладки железной дороги по городу: тоннели, эстакады, выделенные и совмещенные пути, подъездные железнодорожные пути, коридор вместе с наземным перегоном метро.
Линия хордовая, обслуживает окраинные районы, соединяя их со станциями метро, где можно пересесть и для поездки в центр. Транзитное значение линии, вероятно, более важное, чем подвозящее, так как она соединяет несколько линий метро между собой и может разгрузить узкое место метро, узел T-Centralen, в котором сходятся все линии.
Изначально линия начиналась на станции Alvik, вместе с другой линией скоростного трамвая Nockebybanan, у которого станция совмещена с кросс-платформенной пересадкой, а у Tvarbanan своя станция внизу под эстакадой с удобным переходом к метро с эскалаторами и лифтами. На самой станции Tvarbanan организован свободный доступ, без турникетов, которые есть на переходе к станции метро. Впоследствии линия была продлена на север вплоть до района Solna.
Также затурникетной зоны нет ни на одной другой из четырёх станций Tvarbanan, где есть пересадки на станции метро. Билеты в трамвае продаёт кондуктор.
На линии используются составы из двух сочленённых вагонов.

## История
Проект разработан в 1998 году, когда возникла потребность разгрузить центральный узел метро T-Centralen и связать районы окраин Стокгольма, минуя центр. Строительство было начато в конце 1998 года. Первый участок от Lijeholmen до Gullmarsplan построен в 2000 году. Через несколько месяцев линия была продлена участком от Lijeholmen до Alvik. В 2002 году построен новый участок от Gullmarsplan до Sickla Udde.
Четвёртый участок от Alvik до Solna Centrum сдан 28 октября 2013 года. 18 августа 2014 года сдан в эксплуатацию новый участок от Solna Centrum до Solna Station, на которой можно пересесть на пригородные электропоезда.

### История участков
| Длина      | Дата            | Станции | Участок                                                               |
| ---------- | --------------- | ------- | --------------------------------------------------------------------- |
| 9,33 км    | 25 августа 2000 | 13      | «Alvik Tvärbanan Station» — «Gullmarsplan Tvärbanan Station»          |
| 2,45 км    | 14 августа 2002 | 4       | «Gullmarsplan Tvärbanan Station» — «Sickla Udde Tvärbanan station»    |
| 5,82 км    | 28 октября 2013 | 7       | «Solna Centrum Tvärbanan Station» — Alvik Tvärbanan Station           |
| 1,15 км    | 18 августа 2014 | 1       | «Solna Centrum Tvärbanan Station» — «Solna Station Tvärbanan station» |
| 0,68 км    | 2 октября 2017  | 1       | «Sickla Udde Tvärbanan station» — «Sickla Tvärbanan station»          |
| около 7 км | 2023            | 10      | «Norra Ulvsunda Tvärbanan Station» — «Helelund Tvärbanan station»     |

## Вагоны
Эксплуатируются две модели трамвайных вагонов.
| Вагон   | Фото |
| ------- | ---- |
| A32     |      |
| A35/A36 |      |

## Станции

### Действующие станции
Работают 25 станций, в том числе 6 станций с пересадкой на метро и 4 станции с пересадкой на пригородную железную дорогу.

## Галерея
- Станция Скоростного трамвая Аlvik
- Станция метро и трамвая Globen
- Мост Пригородной железной дороги Стокгольма над линией Tvärbanan
- Трамвай Bombardier A32 на станции Стора Ессинген
- Строительство линии Альвик-Сульна центрум
- Мост линии Tvärbanan через метро под Автомобильной развязкой в районе станции метро Гуллмарсплан.